# Wu Fang-hsien
Dit is een Taiwanese naam; de familienaam is Wu.
Wu Fang-hsien (15 juli 1999) is een tennisspeelster uit Taiwan. Zij is actief in het internationale tennis sinds 2014. Sinds juni 2018 neemt zij uitsluitend deel aan het dubbelspel.

## Loopbaan
In 2019 won Wu met Lee Ya-hsuan het WTA-toernooi van Taipei, haar eerste WTA-titel.
In 2020 speelde zij haar eerste grandslampartij op het Australian Open, doordat zij samen met Lee Ya-hsuan een wildcard bemachtigde.
In 2023 won Wu haar tweede WTA-titel, op het toernooi van Hua Hin, samen met landgenote Chan Hao-ching – hiermee steeg zij naar de top 100 van de wereldranglijst. Vier maanden later volgde haar derde titel, in Makarska, geflankeerd door de Estische Ingrid Neel.
Op het Australian Open 2024 kwam zij, met de Chinese Zhu Lin aan haar zijde, tot de derde ronde – daarmee kwam zij binnen op de mondiale top 50 van het dubbelspel.
Met de Chinese Jiang Xinyu won Wu in 2025 haar vierde WTA-titel, op het toernooi van Auckland. De week erna won zij de vijfde, in Hobart, weer met de Chinese aan haar zijde.

### Tennis in teamverband
In 2025 maakte Wu deel uit van het Taiwanese Fed Cup-team – zij vergaarde daar een winst/verlies-balans van 2–2.

## Posities op deWTA-ranglijst
Positie per einde seizoen:
| jaar | rang enkelspel | rang dubbelspel |
| ---- | -------------- | --------------- |
| 2017 | –              | 535             |
| 2018 | –              | 224             |
| 2019 | –              | 210             |
| 2020 | –              | 182             |
| 2021 | –              | 366             |
| 2022 | –              | 167             |
| 2023 | –              | 58              |
| 2024 | –              | 51              |

## Resultaten grandslamtoernooien
| Legenda | Legenda                          |
| ------- | -------------------------------- |
| g.t.    | geen toernooi gehouden           |
| l.c.    | lagere categorie                 |
| –       | niet deelgenomen                 |
| G       | uitgeschakeld in de groepsfase   |
| 1R      | uitgeschakeld in de eerste ronde |
| 2R      | uitgeschakeld in de tweede ronde |
| 3R      | uitgeschakeld in de derde ronde  |
| 4R      | uitgeschakeld in de vierde ronde |
| KF      | uitgeschakeld in de kwartfinale  |
| HF      | uitgeschakeld in de halve finale |
| F       | de finale verloren               |
| W       | het toernooi gewonnen            |
| w-v     | winst/verlies-balans             |

### Enkelspel
geen deelname

### Vrouwendubbelspel
| toernooi        | 2020 |    | 2023 | 2024 | 2025 |
| --------------- | ---- | -- | ---- | ---- | ---- |
| Australian Open | 1R   | –  | 3R   | 2R   |      |
| Roland Garros   | –    | 2R | 1R   | 2R   |      |
| Wimbledon       | g.t. | 3R | 1R   |      |      |
| US Open         | –    | 2R | 1R   |      |      |

## Palmares
| Legenda                 |
| ----------------------- |
| Grandslamtoernooi       |
| Olympische Spelen       |
| Year-End Championships  |
| Premier Mandatory       |
| Premier Five / WTA 1000 |
| Premier / WTA 500       |
| International / WTA 250 |
| Challenger / WTA 125    |

### WTA-finaleplaatsen enkelspel
geen

### WTA-finaleplaatsen vrouwendubbelspel
| nr.              | finale     | toernooi          | ondergrond | partner        | tegenstandsters                        | score            |         |
| ---------------- | ---------- | ----------------- | ---------- | -------------- | -------------------------------------- | ---------------- | ------- |
| gewonnen finales |            |                   |            |                |                                        |                  |         |
| 1.               | 2019-11-17 | WTA Taipei        | tapijt (i) | Lee Ya-hsuan   | Dalila Jakupović Danka Kovinić         | 4-6, 6-4, [10-7] | details |
| 2.               | 2023-02-05 | WTA Hua Hin       | hardcourt  | Chan Hao-ching | Wang Xinyu Zhu Lin                     | 6-1, 7-6         | details |
| 3.               | 2023-06-10 | WTA Makarska      | gravel     | Ingrid Neel    | Anna Sisková Renata Voráčová           | 6-3, 7-5         | details |
| 4.               | 2025-01-05 | WTA Auckland      | hardcourt  | Jiang Xinyu    | Aleksandra Krunić Sabrina Santamaria   | 6-3, 6-4         | details |
| 5.               | 2025-01-11 | WTA Hobart        | hardcourt  | Jiang Xinyu    | Monica Niculescu Fanny Stollár         | 6-1, 7-6         | details |
| verloren finales |            |                   |            |                |                                        |                  |         |
| 1.               | 2023-02-26 | WTA Mérida        | hardcourt  | Wang Xinyu     | Caty McNally Diane Parry               | 0-6, 5-7         | details |
| 2.               | 2024-07-14 | WTA Contrexéville | gravel     | Zhang Shuai    | Oksana Kalasjnikova Iryna Sjymanovitsj | 7-5, 3-6, [7-10] | details |
| 3.               | 2024-08-03 | WTA Washington    | hardcourt  | Jiang Xinyu    | Asia Muhammad Taylor Townsend          | 6-7, 3-6         | details |
| 4.               | 2025-02-15 | WTA Doha          | hardcourt  | Jiang Xinyu    | Sara Errani Jasmine Paolini            | 5-7, 6-7         | details |